# HD 142 b
HD 142b je plynným obrem obíhajícím kolem hvězdy HD 142 v souhvězdí Fénixe. Tento exoplaneta byla objevena v roce 2001 a od té doby je předmětem mnoha astronomických studií díky své podobné orbitální vzdálenosti jako Země od Slunce.

## Objev
HD 142b byla poprvé detekována pomocí metody radiální rychlosti, která měří malé změny ve spektru světla hvězdy způsobené gravitačním vlivem orbitující planety. Objev byl oznámen v roce 2001 týmem astronomů využívajících teleskop Keck v Havaji.

## Charakteristika
HD 142b je považována za plynného obra díky své velké hmotnosti, která je několikanásobně vyšší než hmotnost Země. Přesné parametry planety, jako je hmotnost a poloměr, jsou stále předmětem výzkumu, avšak odhady naznačují, že se jedná o superzemi podobnou Neptunu nebo Uranu v naší Sluneční soustavě.

## Oběžná dráha
Kolem své mateřské hvězdy HD 142 obíhá HD 142b přibližně ve stejné vzdálenosti jako Země od Slunce, což je as ipřibližne 1 astronomická jednotka (AU). Tato orbitální vzdálenost naznačuje, že planeta může mít teplotu, která umožňuje existenci kapalné vody, pokud by měla pevný povrch, což je však u plyných obrů nepravděpodobné.

## Hostitelská hvězda
HD 142 je hvězda spektrálního typu F s vyšší hmotností a teplotou než má naše Slunce. Nachází se přibližně 60 světelných let od Země v souhvězdí Fénixe. Hvězda je stabilní a poskytuje stabilní podmínky pro planety na oběžné dráze, což umožňuje možnost dlouhodobého vývoje planetárních systémů.

## Význam a studium
Studium HD 142b poskytuje důležité informace o formování a evoluci plyných obrů v podobných orbitálních vzdálenostech jako Země. Díky svému umístění a charakteristikám je HD 142b zajímavým objektem pro budoucí výzkum, včetně spektrální analýzy atmosféry, která by mohla odhalit přítomnost různých chemických sloučenin.